# Le Chemin de longue étude
Le Livre du chemin de long estude est un livre de Christine de Pizan de 1402 écrit en français moyen. Il appartient au genre de l'allégorie du rêve (songe allégorique). Il y présente une critique de l'état moral du monde et particulièrement de la France à la suite des ravages de la guerre.

## Description
Écrit à la première personne, l'ouvrage d'environ 6000 vers commence par une évocation du sentiment de tristesse de l'auteure face à son veuvage, et son long endormissement dans ce sentiment mélancolique. Dans un état de songe, la Sibylle de Cumes apparaît à la narratrice, et l'entraîne dans un voyage fictif vers un autre monde. Le motif du voyage guidé est basé sur La Divine Comédie de Dante, dans laquelle le poète florentin est accompagné du poète Virgile lors de son voyage à travers l'enfer, le purgatoire et le paradis.
Le personnage de Christine de Pizan et la Sibylle traversent l’ensemble du monde médiéval, l'Europe, l'Inde et l'Asie mineure, pour finalement atteindre l’échelle qui mène au Paradis (Sphères célestes). Elles y rencontrent quatre figures allégoriques : Noblesse, Chevalerie, Richesse et Sagesse, présidées par une autre allégorie, Raison. Une incarnation de la terre apparaît, se plaignant de l'état de guerre misérable et de ses atrocités. Noblesse, Chevalerie, Richesse et Sagesse vont alors débattre pour savoir quelles qualités un dirigeant idéal du monde devrait posséder.
En conclusion, les figures allégoriques décident que c'est l'humanité elle-même qui doit choisir le prince parfait, le meilleur endroit pour cela étant la France. Christine de Pizan est chargée de transcrire le débat et de le faire connaître à ses contemporains.

## Analyse de l'œuvre
Dans son travail, l'auteure utilise des éléments autobiographiques, tels que la mort de son mari, le deuil et les circonstances difficiles du veuvage. Cette présence d'éléments autobiographique est caractéristique du genre du songe politique. Elle y décrit le chemin qui l'a menée à l'étude des sciences. Le thème central de l'ouvrage est la situation désastreuse de la France de l'époque, causée par le roi Charles VI. L'ouvrage s'ouvre cependant sur un éloge du roi qui régnait lors de la parution du livre.
Le Chemin de Longue Estude est le premier travail de Christine de Pizan exprimant sa conscience politique.

## Versions
On en connaît quatre versions illustrées, conservées à la British Library (Harley 4431, dans une compilation de textes faite pour Isabeau de Bavière). Les quatre versions possèdent pour différentes scènes des illustrations différentes, insistant sur des passages du texte (la version Harley 4431 par exemple, possède huit illustrations dont quatre sont situées au Paradis).
L'ouvrage a été réimprimé en 1549 sous le titre Le chemin de long estude de Dame Cristine de Pise, dans une version linguistiquement modernisée et transcrite en prose par Jean Chaperon,.

## Éditions scientifiques
- Jean Chaperon, Le Chemin de long estude de Dame Cristine de Pisan, 1549, introduction, édition critique et notes par Claire Le Brun-Gouanvic, Paris, H. Champion, coll. « Textes de la Renaissance », 2008  (ISBN 9782745317445).
- Andrea Tarnowski (éd.), Le Chemin de longue étude, Paris : Librairie générale française, 2000, coll. « Lettres gothiques », 476 p.  (ISBN 9782253066712).
- Christine de Pizan, Livre du chemin de long estude; Enseignements moraux; Oroison Notre-Dame; Quinze Joyes Notre-Dame; Dit de la pastoure; Oroison Notre Seigneur; Livre du duc des vrais amants, numérisé sur le site de la BNF https://gallica.bnf.fr/ark:/12148/btv1b8449048s